# Elektrid

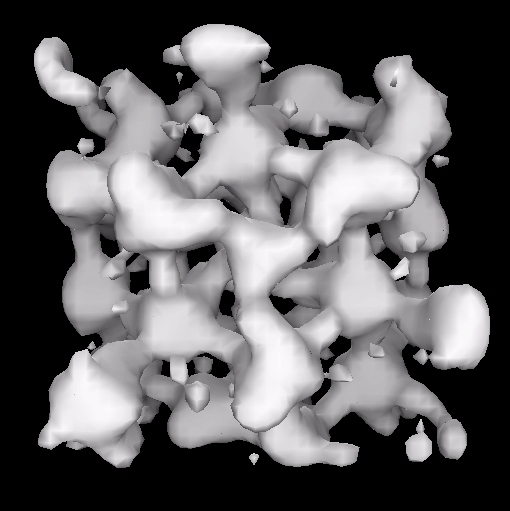
Egy elektrid üregei és csatornái

Az elektrid ionos vegyület, ahol az anion elektron. Az alkálifémek ammóniás oldatai elektridek. Például a nátrium esetén e kék oldatok Na(NH3)+6 ionokból és szolvatált elektronokból állnak.
{\displaystyle {\ce {Na +6 NH3 ->Na(NH3)6+ e-}}}
A Na(NH3)+6 oktaéderes komplex.

## Szilárd sók
Komplexképző anyag, például koronaéter vagy [2.2.2]kriptand Na(NH3)+6e−-oldathoz adása Na(koronaéter)+e−-et vagy Na(2,2,2-kriptand)+e−-et ad. Ezen oldatok hevítése kékesfekete paramágneses szilárd anyagot ad.
A legtöbb szilárd elektrid 240 K felett bomlik, de a aCa24Al28O4+64(e−
)4 standard hőmérsékleten stabil. E sókban az elektron a kationok közt delokalizált. Az elektridek paramágneses Mott-szigetelők. Egyes ilyen vegyületeket elemeztek is.
A ThI2 és a ThI3 is elektridek. Ezekhez hasonlóan a CeI2, a LaI2, a GdI2 és a PrI2 is elektridek háromszoros pozitív töltésű fémionnal.

## Reakciók
Az elektridoldatok erős redukálószerek, ezt a Birch-redukcióban használják fel. E kék oldatok bepárlása Na-tükröt ad. Bepárlás nélkül ezen oldatok lassan színtelenné válnak, mivel az elektronok redukálják az ammóniát:
{\displaystyle {\ce {2 Na(NH3)6+ e- ->2 NaNH2 +10 NH3 +H2}}}
Ezt bizonyos fémek katalizálják. A Na(NH3)+6e− köztitermék.

## Nagy nyomású elemek
Elvi bizonyítékok szerint a kálium, a nátrium és a lítium magas nyomáson szigetelő. Itt az izolált elektronokat a hatékony csomagolás stabilizálja, csökkentve az entalpiát. Az elektridet az elektronlokalizációs függvény maximuma azonosítja, mely az elektridet a nyomás okozta fémesedéstől megkülönbözteti. Az elektridek általában félvezetők vagy alacsony vezetőképességűek, gyakran komplex optikai válasszal. Egy nátriumvegyületet, a dinátrium-helidet 113 GPa-on állítottak elő.

## Rétegelt elektridek (elektrének)
A rétegelt elektridek, más néven elektrének egyrétegű anyagok váltakozó atomi vastagságú elektron- és atomrétegekből. Ezek első példája a Ca2N volt, ahol a két kalciumion töltése (+4) mellett egy nitridion töltése (-3) van az ionrétegben, valamint egy elektroné (-1) az elektronrétegben.

## Fordítás
Ez a szócikk részben vagy egészben  az   Electride című angol Wikipédia-szócikk ezen változatának fordításán alapul.  Az eredeti cikk szerkesztőit annak laptörténete sorolja fel. Ez a jelzés csupán a megfogalmazás eredetét és a szerzői jogokat jelzi, nem szolgál a cikkben szereplő információk forrásmegjelöléseként.